# Île de Bled
Pour les articles homonymes, voir Bled.
L’île de Bled (en slovène : Blejski otok) mesurant 189 mètres de long pour 75 mètres de large est une île située sur le lac de Bled et l'unique île de Slovénie.
Elle est connue pour son église gothique Sainte-Marie du XVe siècle. On trouve encore sur l'île des tombes allant du IXe au XIe siècle.

## Galerie

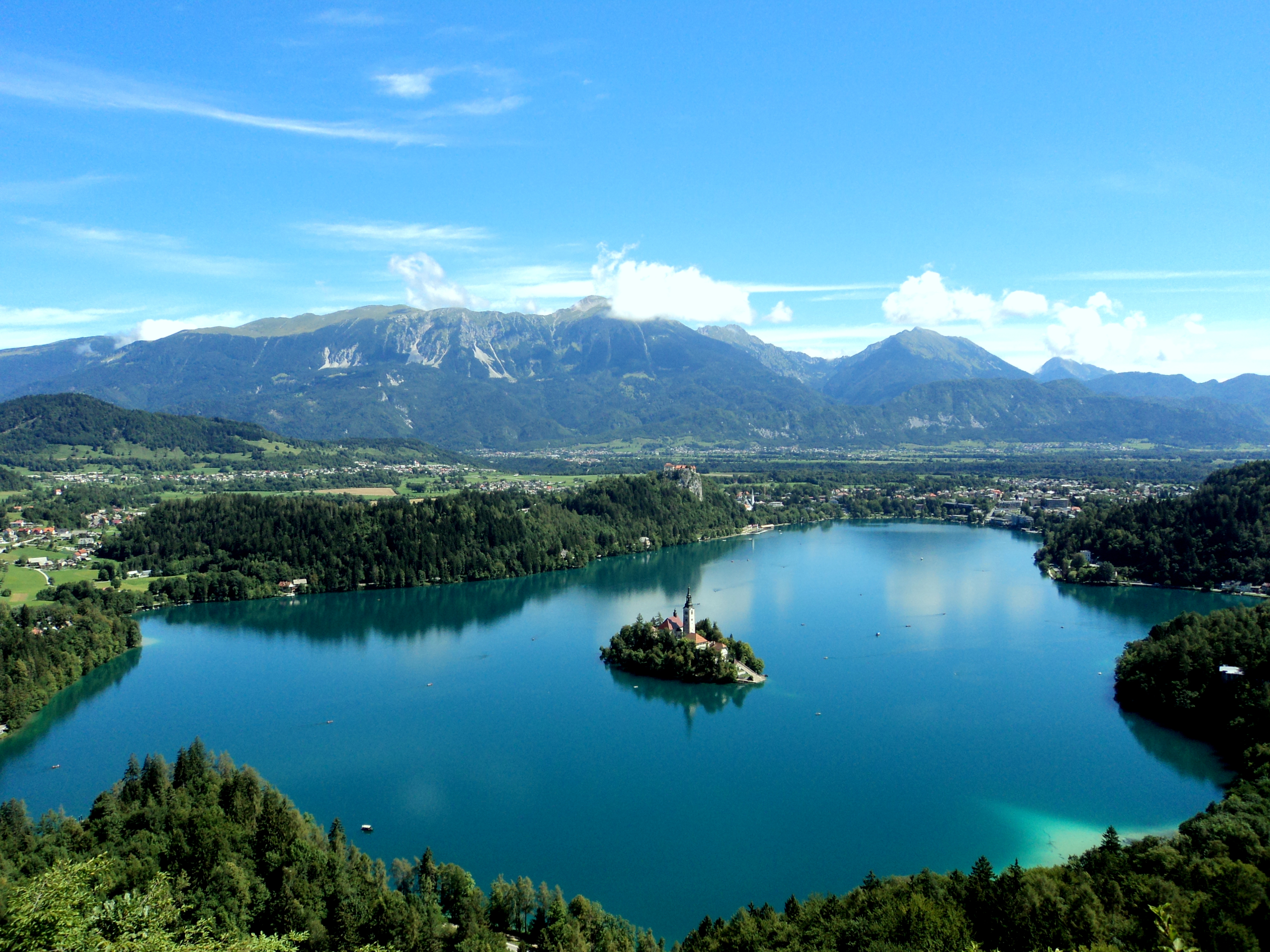
Le lac et l'île de Bled.
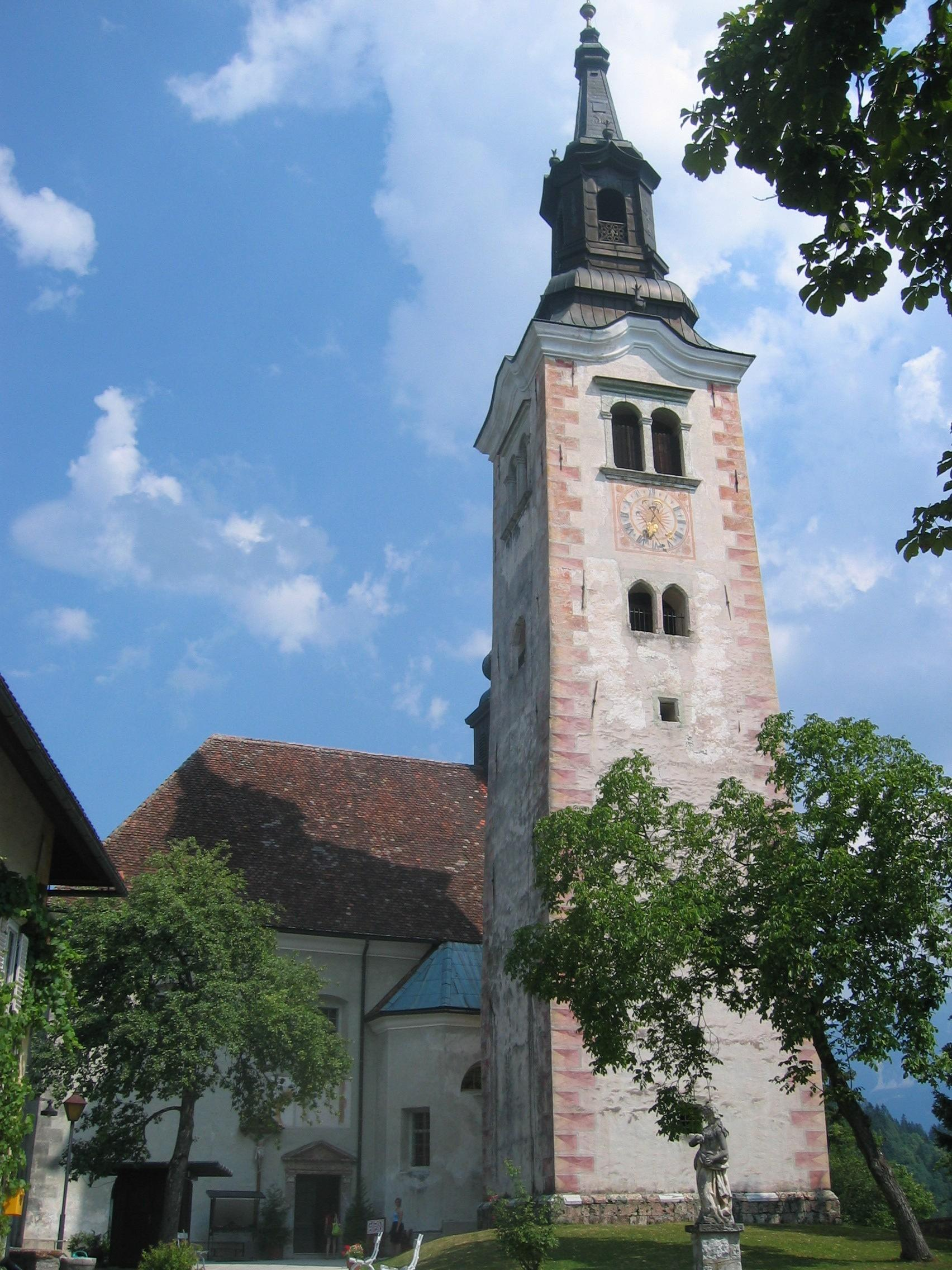
L'église de Bled.
L'île de Bled.